# Lepanthes blepharophylla
Lepanthes blepharophylla är en orkidéart som först beskrevs av August Heinrich Rudolf Grisebach, och fick sitt nu gällande namn av Henry August Hespenheide. Lepanthes blepharophylla ingår i släktet Lepanthes och familjen orkidéer.
Artens utbredningsområde är Kuba. Inga underarter finns listade i Catalogue of Life.